# 大森朱莉
大森 朱莉（おおもり あかり、2002年9月3日 - ）は、大阪府出身の、日本の柔道選手。階級は57kg級。身長158cm。血液型A型。組み手は右組み。得意技は袖釣込腰。姉は52㎏級で活躍する大森生純。

## 経歴
柔道は4歳の時に初柔会西塾で始めた。広陵中学3年の時に全国中学校柔道大会57㎏級で3位になると、団体戦では優勝した。敬愛高校へ進むと、1年の時に全国高校選手権の3回戦で敗れた。2年の時にはインターハイで5位だったが、全日本ジュニアでは3位だった。2021年に帝京大学へ進学すると、1年の時には体重別団体で2位になった。全日本ジュニアでは優勝した。2年の時には世界ジュニアの個人戦で2位だったが、団体戦では優勝した。講道館杯では準々決勝で元世界チャンピオンであるコマツの芳田司に腕挫十字固で敗れるも、その後の3位決定戦でパーク24の山本杏を合技で破って3位になった。グランドスラム・東京では2回戦で元世界チャンピオンであるカナダの出口クリスタを技ありで破るも、準決勝で三井住友海上の舟久保遥香に横四方固で敗れるが3位になった。グランドスラム・タシケントでは準々決勝で台湾の連珍羚に敗れるも、その後の敗者復活戦を勝ち上がって3位になった。3年の時には体重別の準決勝で日本エースサポートの髙野綺海に技ありで敗れた。グランプリ・リンツでは3位だった。ワールドユニバーシティゲームズでは決勝で韓国のホ・ミミに反則負けを喫して2位だった。団体戦では優勝した。グランドスラム・バクーでは3回戦で中立選手(AIN)名義で出場したロシアのダリア・クルボンママドワに逆転負けを喫した。グランドスラム・パリでは3回戦でオリンピックチャンピオンのラファエラ・シルバに反則負けした。4年の時には体重別の準決勝で三井住友海上の玉置桃に技ありで敗れて3位だった。アジア選手権では準々決勝で中国のチ・カイに反則負けを喫するも、その後の敗者復活戦を勝ち上がって3位になった。団体戦では優勝した。優勝大会では3位だった。学生体重別では優勝した。グランドスラム・タシケントでは決勝で福岡大学3年の大野萌亜を大外刈で破って、IJFワールド柔道ツアー初優勝を飾った。2025年4月からは姉と同じくJR東日本の所属となった。体重別では初戦で敗れた。6月の実業団体では1勝1分けだったが、チームは3連覇を飾った。
IJF世界ランキングは1340ポイント獲得で33位(25/6/3現在)。

## 戦績
- 2017年 -　全国中学校柔道大会　個人戦　3位　団体戦　優勝
- 2019年 -　インターハイ　5位
- 2019年 -　全日本ジュニア　3位
- 2021年 -　体重別団体　2位
- 2021年 -　全日本ジュニア　優勝
- 2021年 -　体重別団体　2位
- 2022年 -　スペインジュニア国際　優勝
- 2022年 -　世界ジュニア　個人戦　2位　団体戦　優勝
- 2022年 -　講道館杯　3位
- 2022年 -　グランドスラム・東京　3位
- 2023年 -　グランドスラム・タシケント　3位
- 2023年 - 体重別　3位
- 2023年 -　グランプリ・リンツ　3位
- 2023年 -　ワールドユニバーシティゲームズ　個人戦　2位　団体戦　優勝
- 2023年 -　体重別団体　3位
- 2024年 - 体重別 3位
- 2024年 - アジア選手権　個人戦　3位　団体戦　優勝
- 2024年 -　優勝大会　3位
- 2024年 -　学生体重別　優勝
- 2024年 -　体重別団体　3位
- 2025年 - グランドスラム・タシケント　優勝
- 2025年 - 実業団体 優勝

(出典、JudoInside.com)